# 13ª edizione dei Satellite Awards
I premi dei 13º Satellite Award, premio cinematografico e televisivo, sono stati consegnati il 14 dicembre 2008.

## Cinema

### Miglior film drammatico
- The Millionaire (Slumdog Millionaire), regia di Danny Boyle
- Frost/Nixon - Il duello (Frost/Nixon), regia di Ron Howard
- Frozen River - Fiume di ghiaccio (Frozen River), regia di Courtney Hunt
- Milk, regia di Gus Van Sant
- The Reader - A voce alta (The Reader), regia di Stephen Daldry
- Revolutionary Road, regia di Sam Mendes

### Miglior film commedia o musicale
- La felicità porta fortuna - Happy Go Lucky (Happy-Go-Lucky), regia di Mike Leigh
- In Bruges - La coscienza dell'assassino (In Bruges), regia di Martin McDonagh
- Nick & Norah - Tutto accadde in una notte (Nick and Norah's Infinite Playlist), regia di Peter Sollett
- Soffocare (Choke), regia di Clark Gregg
- Tropic Thunder, regia di Ben Stiller
- Vicky Cristina Barcelona, regia di Woody Allen

### Miglior film straniero
- Gomorra, regia di Matteo Garrone • Italia
- Caramel, regia di Nadine Labaki • Francia/Libano
- La classe - Entre les murs (Entre les murs), regia di Laurent Cantet • Francia
- Lasciami entrare (Låt den rätte komma in), regia di Tomas Alfredson • Svezia
- Padre nuestro, regia di Christopher Zalla • Argentina
- Reprise, regia di Joachim Trier • Norvegia

### Miglior film d'animazione o a tecnica mista
- WALL•E, regia di Andrew Stanton
- Le avventure del topino Despereaux (The Tale of Despereaux), regia di Sam Fell e Robert Stevenhagen
- Bolt - Un eroe a quattro zampe (Bolt), regia di Byron Howard e Chris Williams
- Ortone e il mondo dei Chi (Horton Hears a Who!), regia di Jimmy Hayward e Steve Martino
- The Sky Crawlers - I cavalieri del cielo (The Sky Crawlers), regia di Mamoru Oshii
- Valzer con Bashir (Waltz with Bashir/Vals im Bashir), regia di Ari Folman

### Miglior film documentario
- Anita O'Day: The Life of a Jazz Singer, regia di Robbie Cavolina e Ian McCrudden (ex aequo)
- Man on Wire - Un uomo tra le Torri (Man on Wire), regia di James Marsh (ex aequo)
- Encounters at the End of the World, regia di Werner Herzog
- Pray the Devil Back to Hell, regia di Gini Reticker
- Religiolus - Vedere per credere (Religulous), regia di Larry Charles
- Valzer con Bashir (Waltz with Bashir/Vals im Bashir), regia di Ari Folman

### Miglior regista
- Danny Boyle – The Millionaire (Slumdog Millionaire)
- Stephen Daldry – The Reader - A voce alta (The Reader)
- Ron Howard – Frost/Nixon - Il duello (Frost/Nixon)
- Tom McCarthy – L'ospite inatteso (The Visitor)
- Christopher Nolan – Il cavaliere oscuro (The Dark Knight)
- Gus Van Sant – Milk

### Miglior attore in un film drammatico
- Richard Jenkins – L'ospite inatteso (The Visitor)
- Leonardo DiCaprio – Revolutionary Road
- Frank Langella – Frost/Nixon - Il duello (Frost/Nixon)
- Sean Penn – Milk
- Mickey Rourke – The Wrestler
- Mark Ruffalo – Boston Streets (What Doesn't Kill You)

### Miglior attrice in un film drammatico
- Angelina Jolie – Changeling
- Anne Hathaway – Rachel sta per sposarsi (Rachel Getting Married)
- Melissa Leo – Frozen River - Fiume di ghiaccio (Frozen River)
- Kristin Scott Thomas – Ti amerò sempre (Il y a longtemps que je t'aime)
- Meryl Streep – Il dubbio (Doubt)
- Kate Winslet – The Reader - A voce alta (The Reader)

### Miglior attore in un film commedia o musicale
- Ricky Gervais – Ghost Town
- Josh Brolin – W.
- Michael Cera – Nick & Norah - Tutto accadde in una notte (Nick and Norah's Infinite Playlist)
- Brendan Gleeson – In Bruges - La coscienza dell'assassino (In Bruges)
- Sam Rockwell – Soffocare (Choke)
- Mark Ruffalo – The Brothers Bloom

### Miglior attrice in un film commedia o musicale
- Sally Hawkins – La felicità porta fortuna - Happy Go Lucky (Happy-Go-Lucky)
- Catherine Deneuve – Racconto di Natale (Un conte de Noël)
- Kat Dennings – Nick & Norah - Tutto accadde in una notte (Nick and Norah's Infinite Playlist)
- Lisa Kudrow – Kabluey
- Debra Messing – Nothing Like the Holidays
- Meryl Streep – Mamma Mia!

### Miglior attore non protagonista
- Michael Shannon – Revolutionary Road
- Robert Downey Jr. – Tropic Thunder
- James Franco – Milk
- Philip Seymour Hoffman – Il dubbio (Doubt)
- Heath Ledger – Il cavaliere oscuro (The Dark Knight) (postumo)
- Rade Šerbedžija – Fugitive Pieces

### Miglior attrice non protagonista
- Rosemarie DeWitt – Rachel sta per sposarsi (Rachel Getting Married)
- Beyoncé – Cadillac Records
- Penélope Cruz – Lezioni d'amore (Elegy)
- Anjelica Huston – Soffocare (Choke)
- Sophie Okonedo – La vita segreta delle api (The Secret Life of Bees)
- Emma Thompson – Ritorno a Brideshead (Brideshead Revisited)

### Miglior sceneggiatura originale
- Tom McCarthy – L'ospite inatteso (The Visitor)
- Dustin Lance Black – Milk
- Courtney Hunt – Frozen River - Fiume di ghiaccio (Frozen River)
- Baz Luhrmann – Australia
- Grant Nieporte – Sette anime (Seven Pounds)

### Miglior sceneggiatura non originale
- Peter Morgan – Frost/Nixon - Il duello (Frost/Nixon)
- Simon Beaufoy – The Millionaire (Slumdog Millionaire)
- David Hare – The Reader - A voce alta (The Reader)
- Justin Haythe – Revolutionary Road
- Eric Roth e Robin Swicord – Il curioso caso di Benjamin Button (The Curious Case of Benjamin Button)
- Philip Roth – Lezioni d'amore (Elegy)
- John Patrick Shanley – Il dubbio (Doubt)

### Miglior montaggio
- Dan Lebental – Iron Man
- Matt Chessé e Richard Pearson – Quantum of Solace
- Chris Dickens – The Millionaire (Slumdog Millionaire)
- Dody Dorn e Michael McCusker – Australia
- Daniel P. Hanley e Mike Hill – Frost/Nixon - Il duello (Frost/Nixon)
- Lee Smith – Il cavaliere oscuro (The Dark Knight)

### Miglior fotografia
- Mandy Walker – Australia
- Jess Hall – Ritorno a Brideshead (Brideshead Revisited)
- Claudio Miranda – Il curioso caso di Benjamin Button (The Curious Case of Benjamin Button)
- Tim Orr – Snow Angels
- Gyula Pados – La duchessa (The Duchess)
- Tom Stern – Changeling

### Miglior scenografia
- Catherine Martin, Ian Gracie, Karen Murphy e Beverley Dunn – Australia
- Jon Billington e Martin Laing – Ember - Il mistero della città di luce (City of Ember)
- Donald Graham Burt e Tom Reta – Il curioso caso di Benjamin Button (The Curious Case of Benjamin Button)
- Alice Normington – Ritorno a Brideshead (Brideshead Revisited)
- Karen Wakefield e Michael Carlin – La duchessa (The Duchess)
- Kristi Zea e Debra Schutt – Revolutionary Road

### Migliori costumi
- Michael O'Connor – La duchessa (The Duchess)
- Patricia Fiel – Sex and the City
- Catherine Martin – Australia
- Eimer Ni Mhaoldomhnaigh – Ritorno a Brideshead (Brideshead Revisited)
- Ruth Myers – Ember - Il mistero della città di luce (City of Ember)
- Jacqueline West – Il curioso caso di Benjamin Button (The Curious Case of Benjamin Button)

### Miglior colonna sonora
- A. R. Rahman – The Millionaire (Slumdog Millionaire)
- David Arnold – Quantum of Solace
- Danny Elfman – Milk
- David Hirschfelder – Australia
- Thomas Newman – WALL•E
- John Powell – Ortone e il mondo dei Chi (Horton Hears a Who!)

### Miglior canzone originale
- Another Way to Die (Jack White), testo e musica di Jack White – Quantum of Solace
- By the Boab Tree (Angela Little), testo e musica di Angela Little, Felix Meagher, Baz Luhrmann e Anton Monsted – Australia
- Down to Earth (Peter Gabriel), testo e musica di Peter Gabriel e Thomas Newman – WALL•E
- If the World (Guns N' Roses), testo e musica di Axl Rose e Chris Pitman – Nessuna verità (Body of Lies)
- Jai Ho (Sukhwinder Singh), testo e musica di A. R. Rahman e Gulzar – The Millionaire (Slumdog Millionaire)
- The Wrestler (Bruce Springsteen), testo e musica di Bruce Springsteen – The Wrestler

### Miglior suono
- Richard King, Lora Hirschberg, Gary Rizzo – Il cavaliere oscuro (The Dark Knight)
- Christopher Boyes – Iron Man
- Benjamin A. Burtt, Matthew Wood – WALL•E
- William R. Dean, David Husby – Ultimatum alla Terra (The Day the Earth Stood Still)
- Eddy Joseph, Mike Prestwood Smith, Mark Taylor, James Boyle, Martin Cantwell – Quantum of Solace
- Wayne Pashley, Andy Nelson, Anna Behlmer – Australia

### Migliori effetti visivi
- Chris Godfrey, James E. Price, Diana Giorgiutti – Australia
- Chris Corbould, Kevin Tod Haug – Quantum of Solace
- Nick Davis, Chris Corbould, Tim Webber, Paul J. Franklin – Il cavaliere oscuro (The Dark Knight)
- John Nelson, Shane Mahan, Dan Sudek, Ben Snow – Iron Man
- Jeffrey A. Okun – Ultimatum alla Terra (The Day the Earth Stood Still)

## Televisione

### Miglior serie drammatica
- Dexter
- Brotherhood - Legami di sangue (Brotherhood)
- In Treatment
- Life on Mars
- Mad Men
- Primeval

### Miglior serie commedia o musicale
- Tracey Ullman's State of the Union
- 30 Rock
- C'è sempre il sole a Philadelphia (It's Always Sunny in Philadelphia)
- The Colbert Report
- Pushing Daisies
- Skins

### Miglior miniserie
- Cranford, regia di Simon Curtis e Steve Hudson
- John Adams, regia di Tom Hooper
- The Last Enemy, regia di Iain B. MacDonald

### Miglior film per la televisione
- Filth: The Mary Whitehouse Story, regia di Andy De Emmony
- 24: Redemption, regia di Jon Cassar
- Bernard & Doris - Complici amici (Bernard and Doris), regia di Bob Balaban
- Figlia del silenzio (The Memory Keeper's Daughter), regia di Mick Jackson
- God on Trial, regia di Andy De Emmony
- Recount, regia di Jay Roach

### Miglior attore in una serie drammatica
- Bryan Cranston – Breaking Bad - Reazioni collaterali (Breaking Bad)
- Gabriel Byrne – In Treatment
- Michael C. Hall – Dexter
- Jon Hamm – Mad Men
- Jason Isaacs – Brotherhood - Legami di sangue
- David Tennant – Doctor Who

### Miglior attrice in una serie drammatica
- Anna Paquin – True Blood
- Glenn Close – Damages
- Kathryn Erbe – Law & Order: Criminal Intent
- Sally Field – Brothers & Sisters - Segreti di famiglia (Brothers & Sisters)
- Holly Hunter – Saving Grace
- Kyra Sedgwick – The Closer

### Miglior attore in una serie commedia o musicale
- Justin Kirk – Weeds
- Alec Baldwin – 30 Rock
- Danny DeVito – C'è sempre il sole a Philadelphia (It's Always Sunny in Philadelphia)
- David Duchovny – Californication
- Jonny Lee Miller – Eli Stone
- Lee Pace – Pushing Daisies

### Miglior attrice in una serie commedia o musicale
- Tracey Ullman – Tracey Ullman's State of the Union
- Christina Applegate – Samantha chi? (Samantha Who?)
- America Ferrera – Ugly Betty
- Tina Fey – 30 Rock
- Julia Louis-Dreyfus – La complicata vita di Christine (The New Adventures of Old Christine)
- Mary-Louise Parker – Weeds

### Miglior attore in una miniserie o film per la televisione
- Paul Giamatti – John Adams
- Benedict Cumberbatch – The Last Enemy
- Ralph Fiennes – Bernard & Doris - Complici amici (Bernard and Doris)
- Stellan Skarsgård – God on Trial
- Kevin Spacey – Recount
- Tom Wilkinson – Recount

### Miglior attrice in una miniserie o film per la televisione
- Judi Dench – Cranford
- Jacqueline Bisset – An Old Fashioned Thanksgiving
- Laura Linney – John Adams
- Phylicia Rashād – A Raisin in the Sun
- Susan Sarandon – Bernard & Doris - Complici amici (Bernard and Doris)
- Julie Walters – Filth: The Mary Whitehouse Story

### Miglior attore non protagonista in una serie, miniserie o film per la televisione
- Nelsan Ellis – True Blood
- Željko Ivanek – Damages
- Harvey Keitel – Life on Mars
- John Noble – Fringe
- John Slattery – Mad Men
- Jimmy Smits – Dexter

### Miglior attrice non protagonista in una serie, miniserie o film per la televisione
- Fionnula Flanagan – Brotherhood - Legami di sangue (Brotherhood)
- Kristin Chenoweth – Pushing Daisies
- Laura Dern – Recount
- Sarah Polley – John Adams
- Dianne Wiest – In Treatment
- Chandra Wilson – Grey's Anatomy

## Altri premi

### Miglior talento emergente
- Brandon Walters – Australia

### Auteur Award
- Baz Luhrmann

### Mary Pickford Award
- Louis Gossett Jr.

### Nicola Tesla Award
- Rick Baker